# Wilhelm von Horn (Offizier)

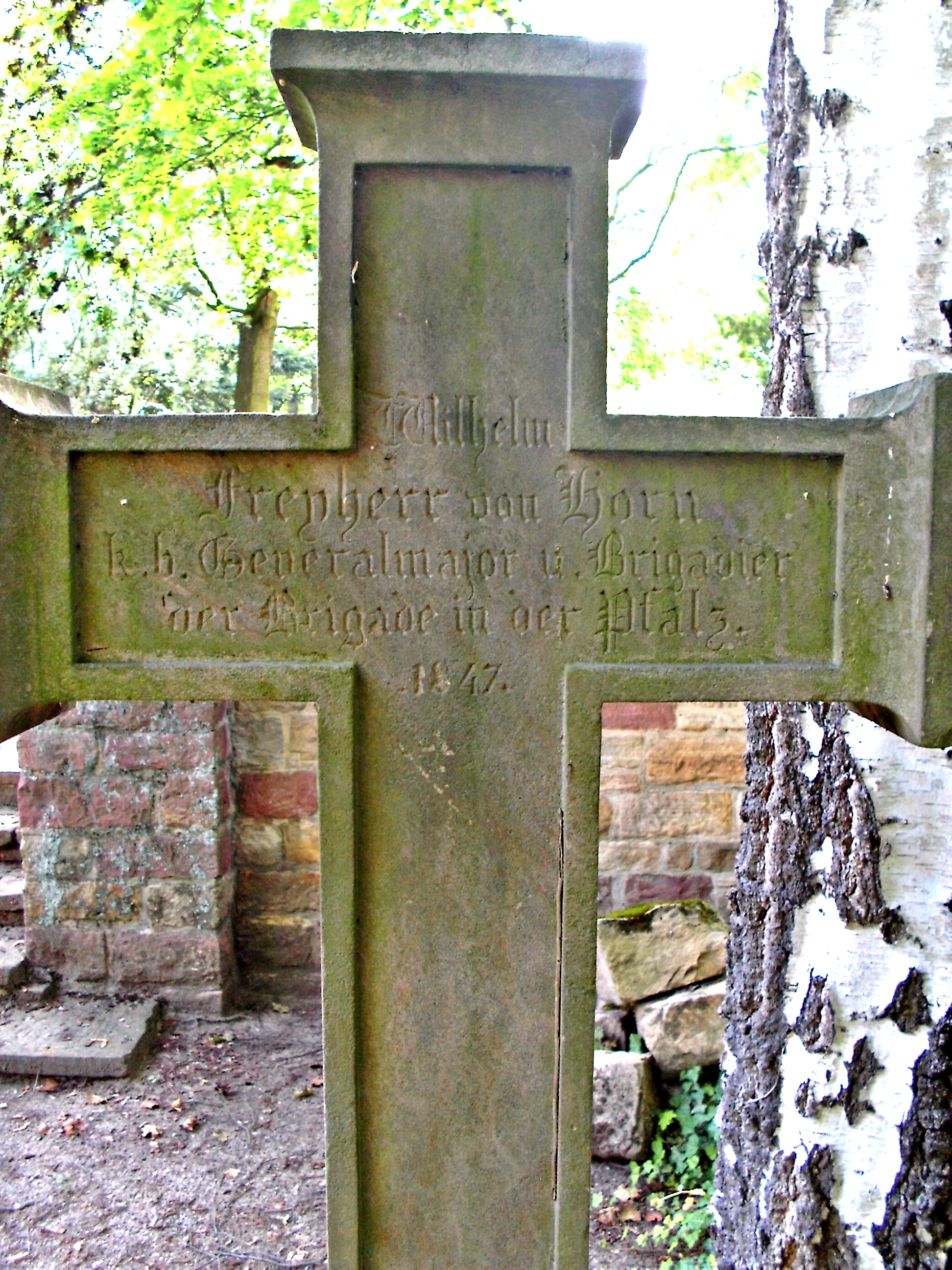
Grabinschrift

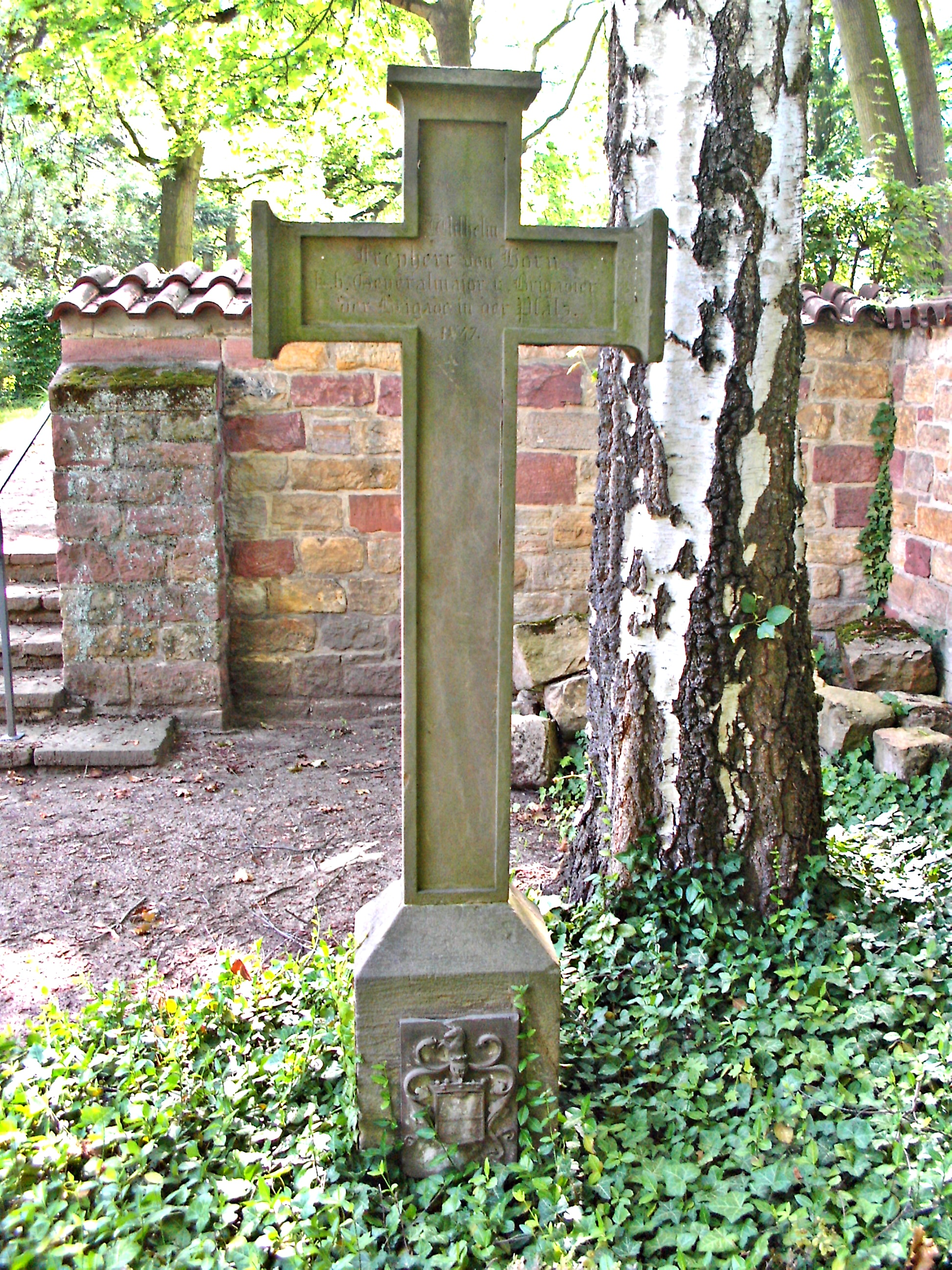
Grabstein, Komplettansicht

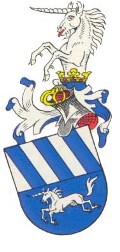
Wappen der pfalz-bayerischen Adelsfamilie von Horn

Wilhelm Joseph Freiherr von Horn (* 21. Dezember 1784 in Kaiserslautern; † 17. Januar 1847 in Speyer) war ein bayerischer Generalmajor.

## Leben

### Herkunft
Er war der Sohn des kurpfälzischen Hofgerichtsrates und Landschreibers des Oberamtes Kaiserslautern, Johann Philipp von Horn und dessen Gattin Louise Josefa, geborene von Wrede, Schwester des bayerischen Feldmarschalls Carl Philipp von Wrede. Schon der Großvater Wilhelm Joseph Horn war als kurpfälzischen Regierungsrat und Landschreiber, 1783 in den Reichsadelsstand erhoben worden; Johann Philipp von Horn erhielt 1791 das Freiherrenprädikat in der Kurpfalz.

### Militärkarriere
Horn trat 1801 in das Ingenieurkorps der Bayerischen Armee ein und wurde 1804 Leutnant. 1807 versetzte man ihn in den Generalquartiermeisterstab. Während der Kriegsjahre von 1805/07 und 1809 war er beständig an der Seite seines Onkels Carl Philipp von Wrede eingesetzt; 1807 erlitt er bei Pultusk eine Verwundung. 1809 zum Hauptmann und 1812 zum Major befördert, machte Horn den Feldzug gegen Russland mit, ebenso wie die Befreiungskriege 1813/15 gegen Frankreich.
1817 wurde Horn Oberstleutnant, 1824 Oberst sowie Kommandeur des 6. Linieninfanterieregiments, 1832 erhielt er die Beförderung zum Generalmajor und Brigadier (Chef) der damaligen 4. Armee-Brigade in Speyer. Somit war er der ranghöchste bayerische Soldat in der Rheinpfalz. Am 1. Januar 1840 zeichnete ihn König Ludwig I. mit dem Ritterkreuz des Verdienstordens der Bayerischen Krone aus.
Horn wurde auf dem katholischen Teil des Alten Friedhofs Speyer beigesetzt. Sein Grabstein (mit verwittertem Familienwappen) befindet sich heute im abgetrennten Domkapitelsfriedhof.

### Familie
Der Offizier war verheiratet mit Maria Anna Hager. Das Paar hatte mehrere Kindber:
- Philipp Wilhelm (* 8. November 1817; † 17. Dezember 1891), Major a. D. ⚭ 1843 Maria Dechem
- Karl (1818–1896), General der Infanterie ⚭ 1846 Magdalena Auernheimer (* 9. Juni 1818; † 12. Oktober 1870), Eltern von Carl von Horn (1847–1923), Kriegsminister.
- Gustav (1830–1914), Generalleutnant ⚭ Frederike Frommel
- Maximilian (* 15. März 1821; † 23. Juli 1889), Generalleutnant
- Mathilde (* 8. März 1822; † 4. März 1862)[2] ⚭ Carl von Gienanth (1818–1890) Eisenindustrieller, Sohn des Freiherrn Ludwig von Gienanth.
- Bertha Amalie Luise (* 16. August 1825)

Der Pfälzische Regierungspräsident und Speyerer Ehrenbürger Karl Theodor von Wrede (1797–1871) war sein Cousin.